# Camptomyia pinicola
Camptomyia pinicola är en tvåvingeart som beskrevs av Boris Mamaev 1961. Camptomyia pinicola ingår i släktet Camptomyia och familjen gallmyggor. Inga underarter finns listade i Catalogue of Life.